# Serpocaulon glandulosissimum
Serpocaulon glandulosissimum är en stensöteväxtart som först beskrevs av Alexander Curt Brade, och fick sitt nu gällande namn av Paulo Henrique Labiak och Prado. Serpocaulon glandulosissimum ingår i släktet Serpocaulon och familjen Polypodiaceae. Inga underarter finns listade.